# Francoise Vachell
Francoise Vachell, född i början av 1670-talet i Reading i Berkshire i England, död 1728 i Sverige, var en engelskfödd svensk adelsdam. 
Francoise Vachell var dotter till Thomas Vachell och Anne Taylor (skrivningen Tailleur förekommer). Släkten Vachell ägde bland annat godset Coley Park i Reading i Berkshire.
En av hennes bröder, Tanfield Vachell, var parlamentsledamot för Reading och medlem i den så kallade Svenska klubben i London, där även Christoffer Leijoncrona, Francoises make, var medlem.
Francoise blev styvdotter till den svenske diplomaten i London Johan Barkman Leijonbergh när denne som änkeman, förmodligen på 1670-talet, gifte sig med Francoises mor, änkefru Anne Vachell.
År 1688 gifte sig Francoise med Leijonberghs efterträdare på diplomatposten i London, Christoffer Leijoncrona. Paret Leijoncrona fick åtta barn, fyra söner och fyra döttrar. Alla sönerna dog tidigt och Christoffer Leijoncrona dog i maj 1710. Francoise flyttade med sina fyra döttrar till släktgodset Kråkerum i Mönsterås socken, där hon levde till sin död i augusti eller början av september 1728.
De tre döttrar, som nådde vuxen ålder, gifte in sig i släkterna Rappe, Rudebeck och Lilliehorn.
Ett porträtt av Francoise Leijoncrona, målat av den svenske konstnären Michael Dahl, finns på Nationalmuseum i Stockholm.